# Škoda Roomster
La Škoda Roomster è un'autovettura lanciata dalla casa ceca Škoda nel settembre 2006. È un modello trasversale perché racchiude in sé varie tipologie d'auto: ha lo spazio di un veicolo multispazio (tipo il Fiat Doblò), ma con finiture interne e una furgonetta nel posteriore.
Derivata da un concept presentato nel 2003, è stata in produzione fino al 2015, quando la Škoda ha deciso di non produrre la seconda generazione, già collaudata e prodotta in 100 esemplari, sulla base della Volkswagen Caddy.

## Il contesto

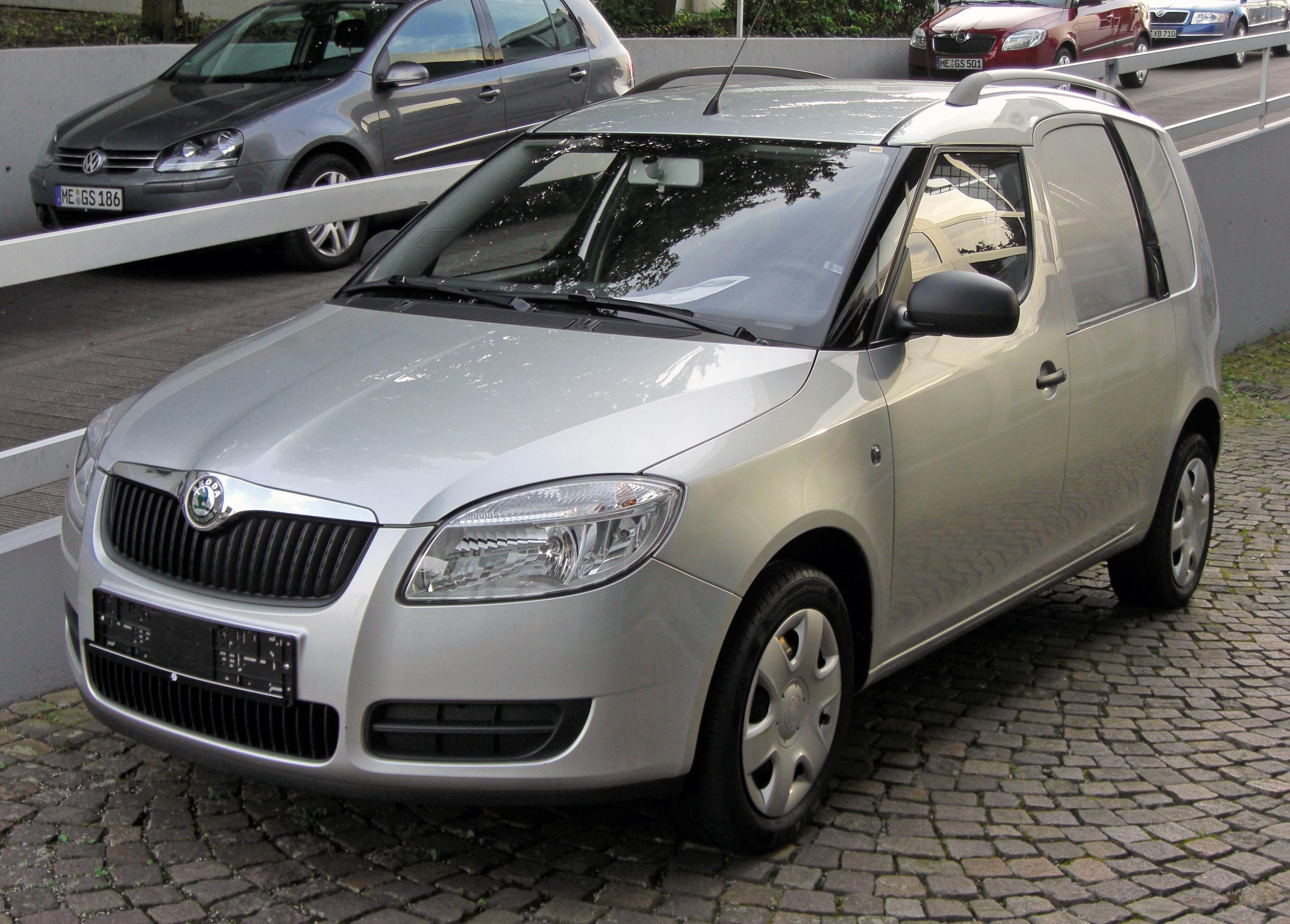
La Škoda Praktik

Il pianale deriva in parte da quello della piccola Fabia e in parte da quello della sorella maggiore, l'Octavia. Usa componenti e motorizzazioni Volkswagen. La Škoda la presenta come un loft su ruote, grazie allo spazio interno molto vasto per un modello compatto e al taglio particolare dei finestrini posteriori che aumenta notevolmente luminosità e visibilità.
Il design della vettura è stato ripreso da Škoda nel 2007, presentando la nuova Fabia, che eredita la parte esterna anteriore e il cruscotto della Roomster.
Sempre nel 2007 è stata commercializzata la versione van dotata di sole due porte e vano di carico chiuso al posteriore, denominata Škoda Praktik.

## Motorizzazioni
| Modello           | Disponibilità       | Motore      | Cilindrata (cm³) | Potenza        | Coppia massima (Nm) | Emissioni CO2 (g/km) | 0–100 km/h (secondi) | Velocità max (km/h) | Consumo medio (km/l) |
| 1.2 12V           | dal debutto al 2007 | Benzina     | 1198             | 47 kW (64 CV)  | 112                 | 163                  | 16,9                 | 155                 | 14,2                 |
| 1.2 12V/70 Cv     | dal debutto         | Benzina     | 1198             | 51 kW (70 CV)  | 112                 | 143                  | 15,9                 | 159                 | 16,1                 |
| 1.2 TSI           | dal 2010            | Benzina     | 1197             | 63 kW (85 CV)  | 160                 | 134                  | 12,6                 | 172                 | 17,5                 |
| 1.2 TSI/105 Cv    | dal 2010            | Benzina     | 1197             | 77 kW (105 CV) | 175                 | 134                  | 10,9                 | 184                 | 17,5                 |
| 1.4 16V           | dal debutto al 2010 | Benzina     | 1390             | 63 kW (85 CV)  | 132                 | 162                  | 13,0                 | 171                 | 14,0                 |
| 1.6 16V           | dal debutto al 2010 | Benzina     | 1598             | 77 kW (105 CV) | 153                 | 167                  | 10,9                 | 184                 | 13,7                 |
| 1.2 TDI Greenline | dal 2010            | Diesel      | 1199             | 55 kW (75 CV)  | 180                 | 109                  | 15,4                 | 165                 | 23,8                 |
| 1.2 TDI           | dal 2010            | Diesel      | 1199             | 55 kW (75 CV)  | 195                 | 124                  | 15,5                 | 162                 | 20,8                 |
| 1.4 TDI           | dal debutto al 2010 | Diesel      | 1422             | 51 kW (69 CV)  | 155                 | 139                  | 16,5                 | 158                 | 18,5                 |
| 1.4 TDI/80 Cv     | dal debutto al 2010 | Diesel      | 1422             | 59 kW (80 CV)  | 195                 | 139                  | 14,7                 | 165                 | 18,5                 |
| 1.6 TDI           | dal 2010            | Diesel      | 1598             | 66 kW (90 CV)  | 230                 | 124                  | 13,3                 | 171                 | 21,3                 |
| 1.6 TDI/105 Cv    | dal 2011            | Diesel      | 1598             | 77 kW (105 CV) | 250                 | 124                  | 11,5                 | 181                 | 21,3                 |
| 1.9 TDI           | dal debutto al 2010 | Diesel      | 1896             | 77 kW (105 CV) | 240                 | 145                  | 11,5                 | 182                 | 17,6                 |
| 1.2 12V GPLine    | dal 2007 al 2010    | Benzina/GPL | 1198             | 51 kW (69 CV)  | 112                 | 159                  | 15,9                 | 158                 | 14,3                 |
| 1.4 16V GPLine    | dal debutto al 2010 | Benzina/GPL | 1390             | 63 kW (86 CV)  | 132                 | 162                  | 13,0                 | 171                 | 14,0                 |
| 1.6 16V GPLine    | dal debutto al 2010 | Benzina/GPL | 1598             | 77 kW (105 CV) | 153                 | 185                  | 12,1                 | 183                 | 12,3                 |